# Девичья башня (Баку)
Девичья башня (азерб. Qız Qalası [Гыз галасы́]) — древняя крепостная постройка у прибрежной части Ичери-шехер («Внутреннего города»). Является одним из важнейших компонентов приморского «фасада» Баку: возвышается в прибрежной части феодального города — Крепости. Башня стоит на скале, частично облицованной чисто тёсаным камнем и защищённой крепостной стеной с системой крупных полукруглых выступов, поднимающихся от подножия почти до самой вершины. Её высота составляет 28 метров над уровнем моря. Башня занесена в список всемирного наследия ЮНЕСКО.

## История

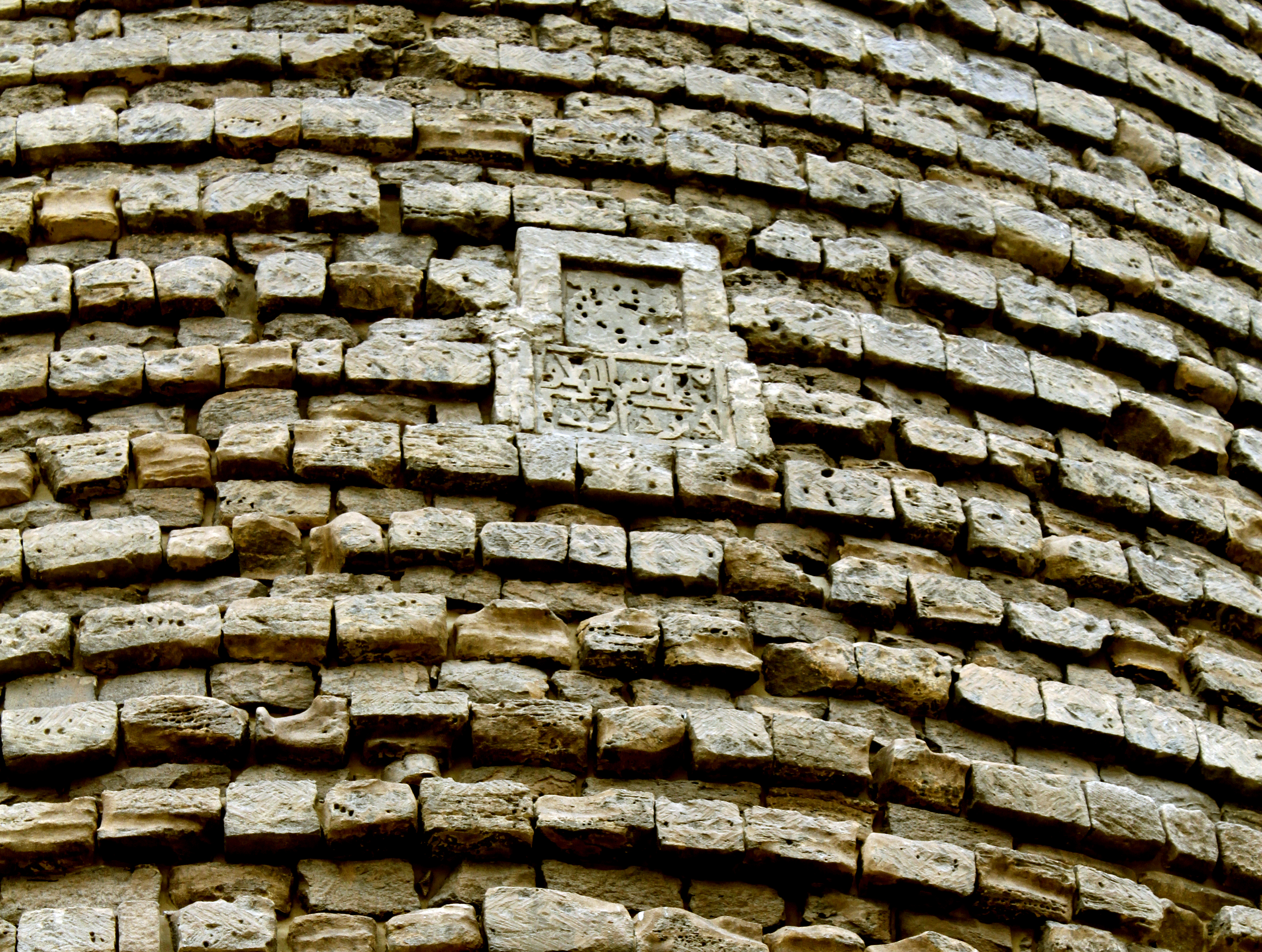
Kуфическая надпись

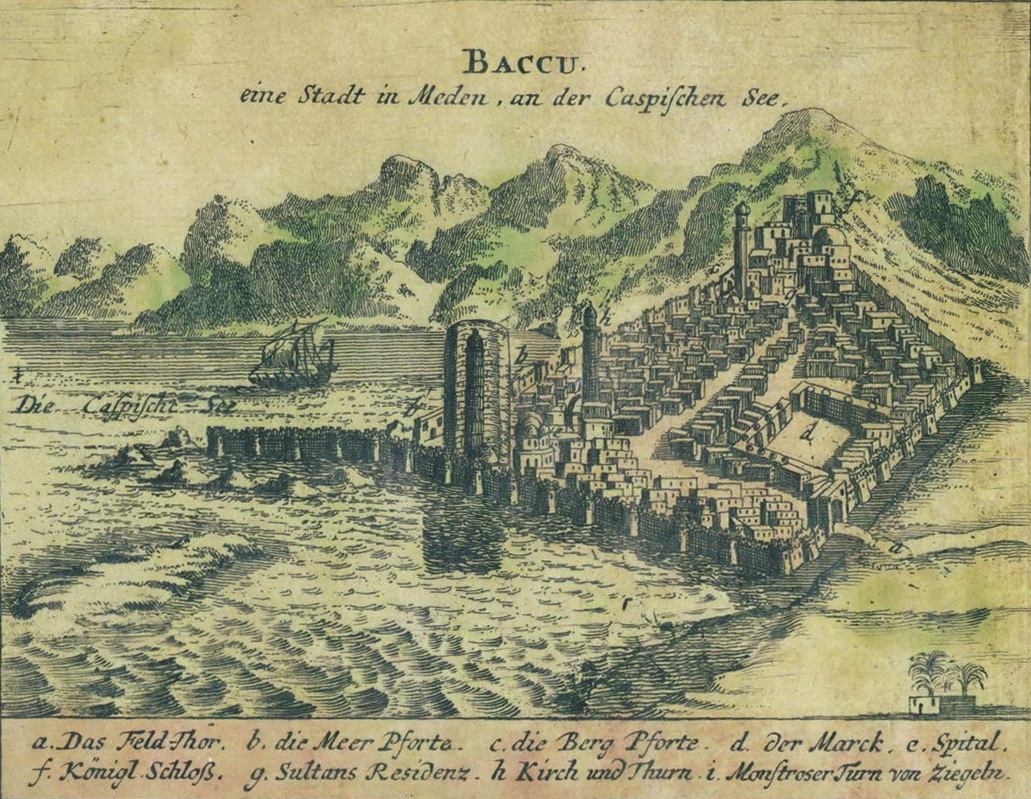
Гравюра 1630 года Э. Кемпфера

Башня строилась в два этапа. Первый предположительно относится к доисламской эре, а надпись принадлежит более позднему времени, очевидно, XII веку.
В XVIII—XIX веках Девичья башня использовалась как маяк. Маяк начал светить 13 июня 1858 года, а до этого на ней поднимался крепостной флаг. Позднее, с ростом города, огни маяка на башне стали сливаться с ночными огнями города и в 1907 году маяк был перенесён на остров Бёюк-Зиря.
Девичья башня неоднократно реставрировалась. Во время ремонта, проведенного в середине XIX века русским военным ведомством, с вершины башни исчезли машикули (зубцы), служившие для обороны. В 1964 году Девичья башня стала музеем, а в 2000 году была включена в список объектов Всемирного наследия ЮНЕСКО. Последний раз башня реставрировалась в 2012—2013 годах.

## Строение
|                            |
|                            |
| Внешний вид Девичьей башни |

В XII веке Девичья башня вошла в оборонительную систему Баку и стала главной цитаделью Бакинской крепости — одной из самых мощных крепостей Ширваншахов. Но позднейшие исследования Девичьей башни полностью опровергли все предположения о её оборонительном предназначении. Ни по своей форме, ни по внутреннему устройству, ни по расположению она не соответствовала никаким оборонительным задачам, была просто непригодна для этого. Наглядным примером этого является расположение окон: их всего несколько во всей башне и расположены они не на этажах, а вдоль поднимающейся вверх лестницы, и направлены не вниз, а вверх. Кроме того, чрезмерно мала площадь крыши, где невозможно расположить какие-либо орудия. В-третьих, отсутствует постоянная связь между первым и всеми остальными этажами. То есть, от первого этажа вверх вела не постоянная лестница, а временная, которую можно было убрать, после чего защитники башни фактически сами себя замуровали бы на верхних этажах. Что подтверждает изначально существовавшее мнение о религиозном предназначении Девичьей башни. Она вполне могла быть зороастрийской «башней молчания», возведённой при Сасанидах, или даже до них (если достоверно упоминаемое ниже предание о казни святого Варфоломея).
Плоскими каменными куполами внутреннее пространство башни расчленено на 8 ярусов, соединённых винтовыми лестницами и освещённых щелевидными оконцами, расположенными южнее выступа. Обитателей башни, число которых могло достигать 200 человек, обеспечивал водой глубокий колодец. Своими размерами (высота — 28 м, диаметр — 16—16,5 м) и мощностью стен (5 м у основания и 4 м вверху) Девичья башня значительно превышает замки Апшерона. Не встречает аналогий и её таинственный выступ, который не был ни контрфорсом, ни тайником, ни отражавшей каменные ядра «шпорой». Средства защиты, видимо, сосредоточивались на верхней площадке, характер архитектуры которой документально не установлен.
Необычна и ребристая поверхность корпуса, образованная чередованием выступающих и утопленных рядов кладки. Описания Девичьей Башни, датируемые началом XX века и ранее, не упоминают о ярусах.
На фасаде башни со стороны входа находится вставной камень с надписью, которая сделана куфическим почерком. Она гласит: «Башня Масуда, сына Давуда».

Внутри башни
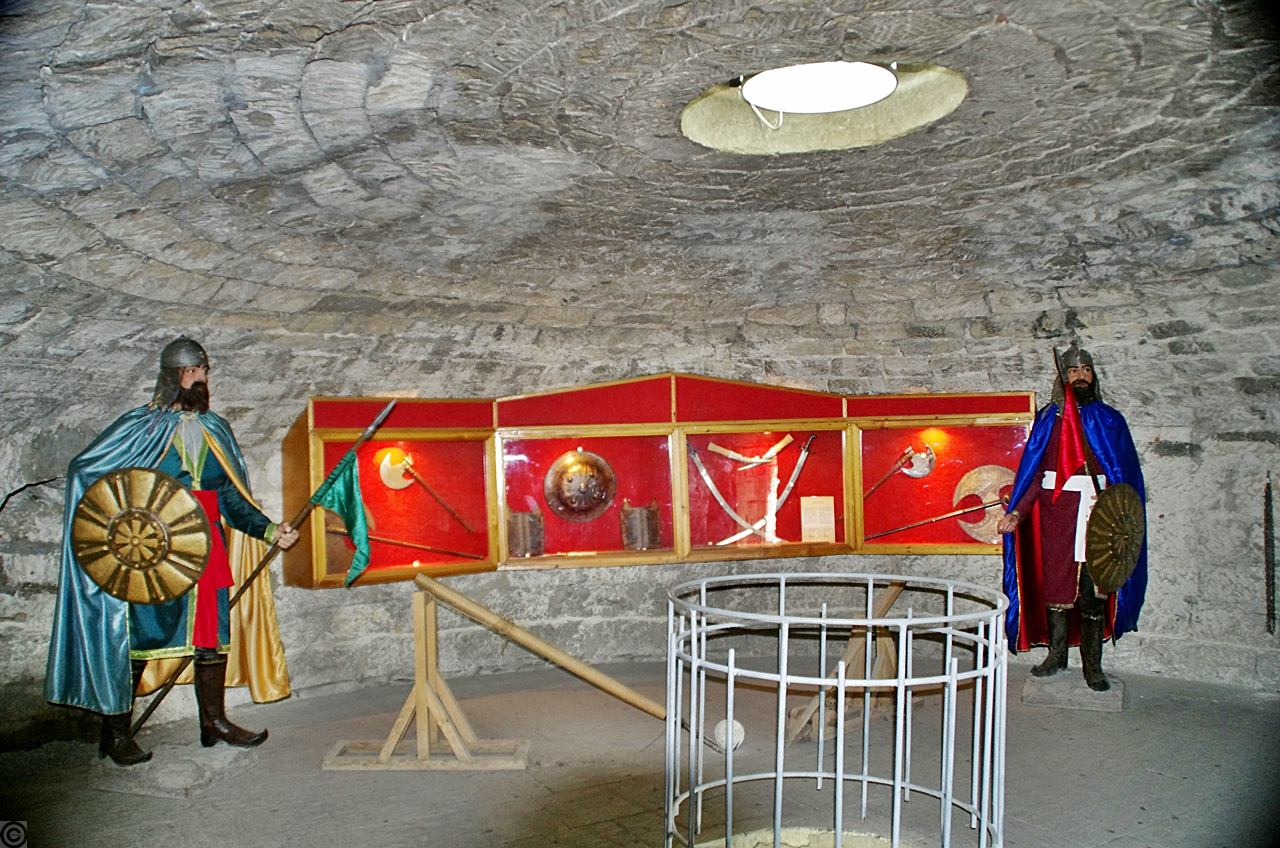
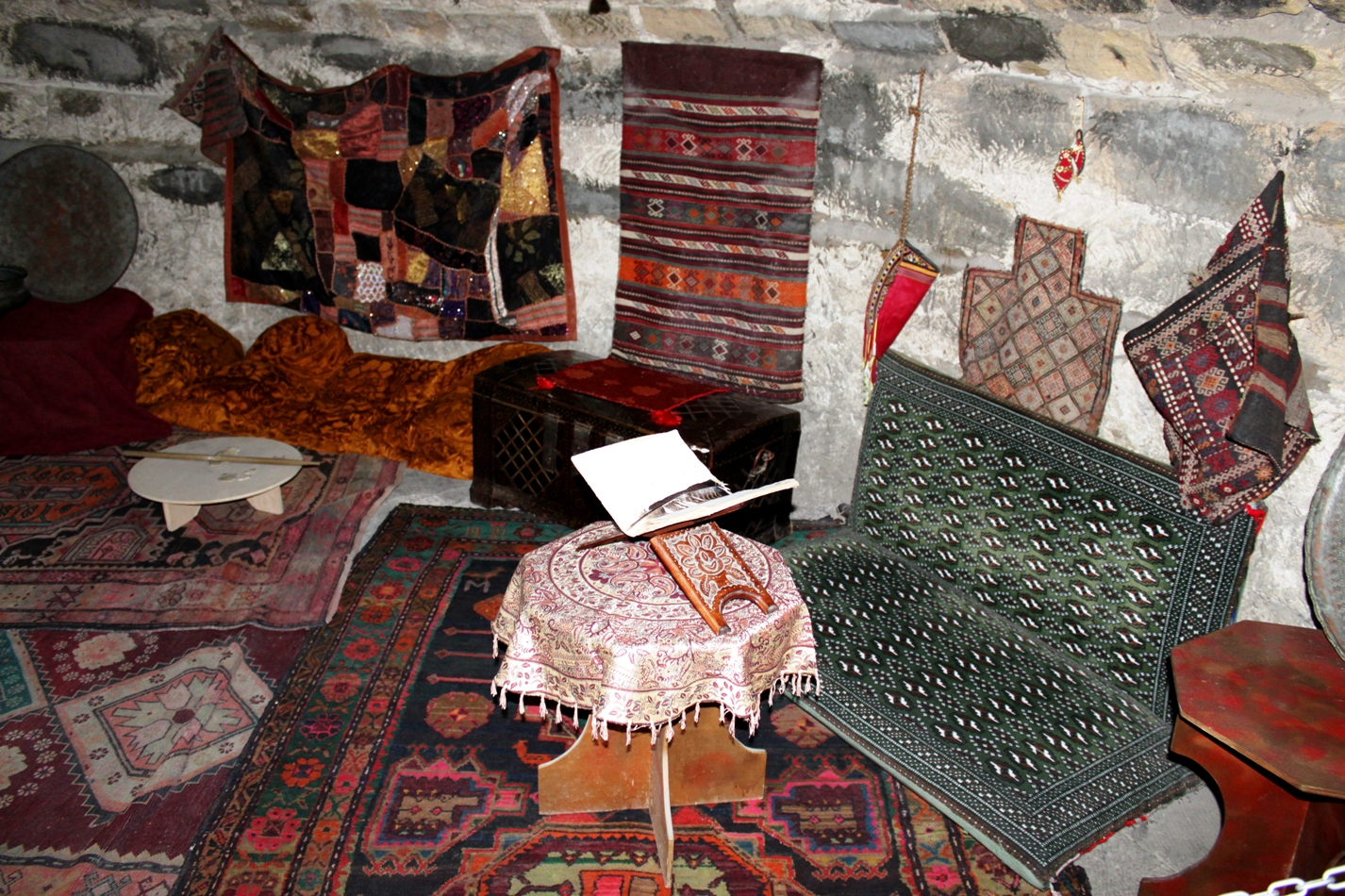
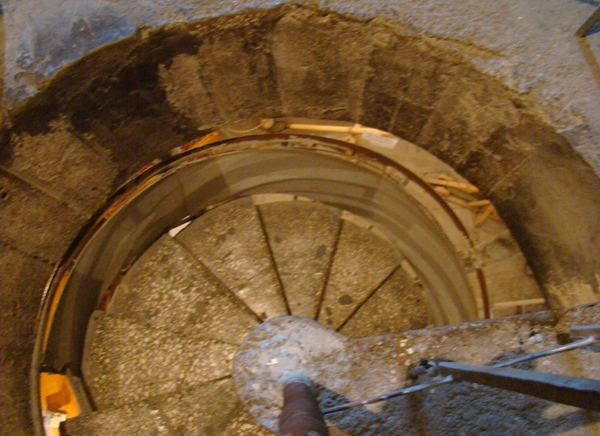
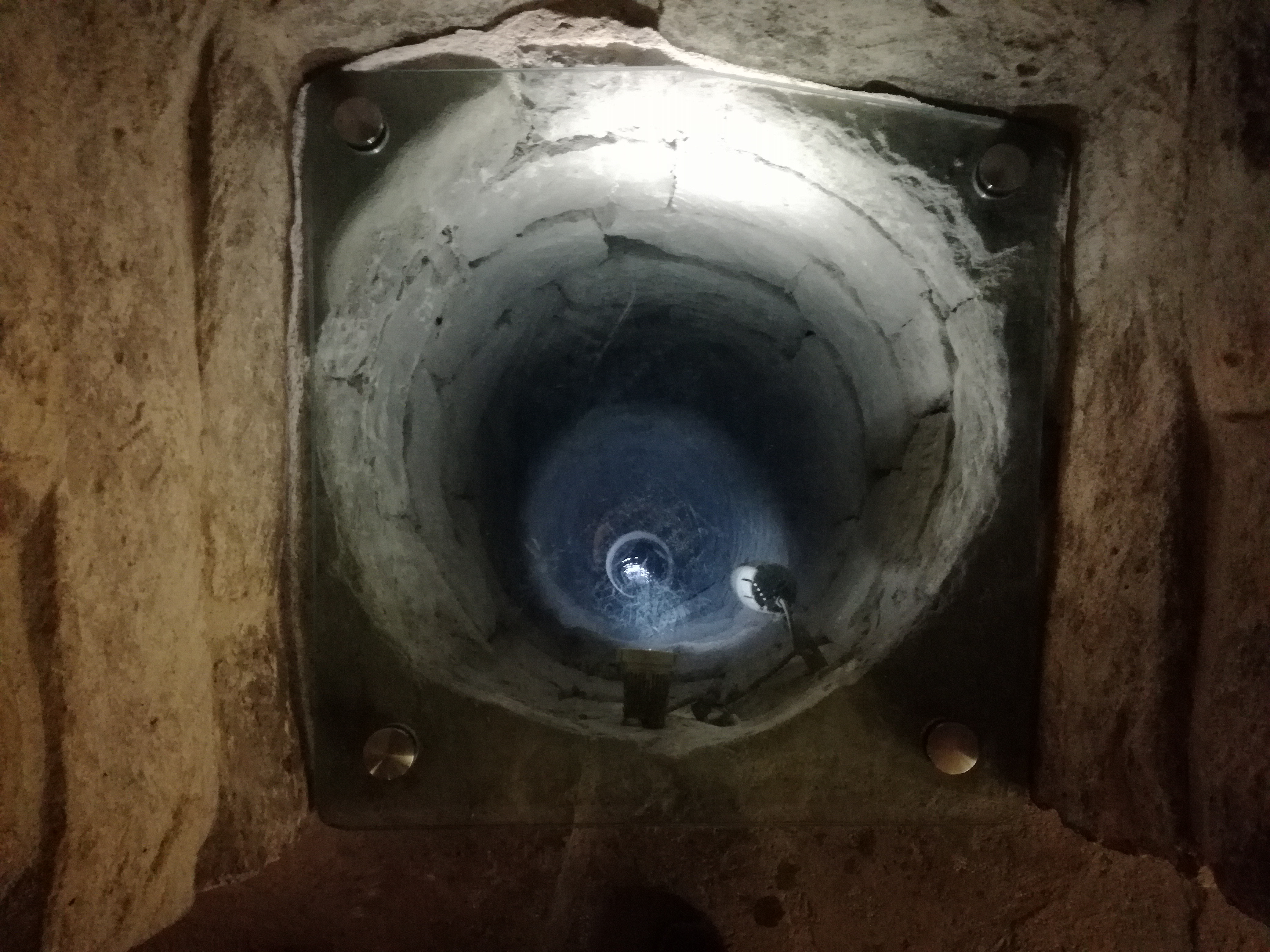

## Легенды

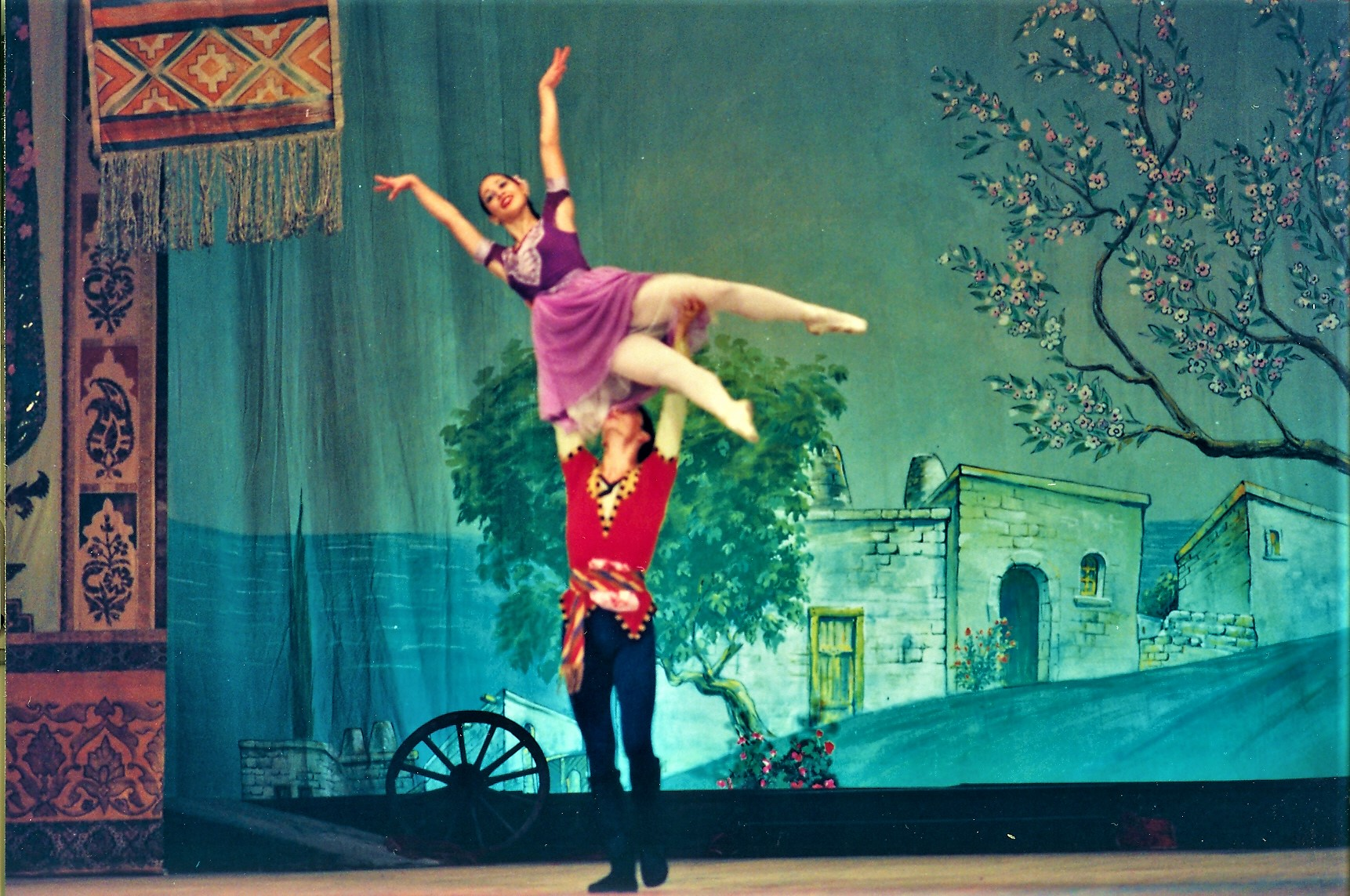
Сцена из балета Девичья башня, сюжет которой был основан на легенде

О возникновении Девичьей башни ходит много легенд. Большинство из них связано со значением слова «Дева». Одна из легенд гласит, что шах решил выдать свою дочь за нелюбимого ею человека. Пытаясь избавить себя от такой участи и отговорить отца, девушка попросила шаха построить башню и подождать, пока строительство не будет завершено. К моменту окончания строительства шах не изменил своего решения и тогда девушка взошла на башню и оттуда бросилась в море. После этого камень, о который царевна разбилась, назвали «Камнем девственницы», и девушки, будучи невестами, приносили к нему цветы. Существует и другой вариант этой легенды: после того, как она бросилась в море, её возлюбленный отомстил за любимую, убив царя, но вскоре он узнал, что русалки спасли девушку. Спустя время возлюбленные смогли найти друг друга и скрепить себя узами брака. Легенда свидетельствует также и о том, что Каспийское море находилось у самого подножия Девичьей башни.
Согласно преданию, возле Девичьей башни был казнён святой Варфоломей, один из двенадцати апостолов Иисуса Христа. На территории Баку Варфоломей появился в I веке, проповедуя христианство среди языческих племён. Учение Варфоломея было отвергнуто, и его казнили у стен Девичьей башни. В ходе раскопок у Девичьей башни были обнаружены остатки древнего храма, отождествляемого с базиликой, возведённой над местом гибели апостола. Однако, о точной локализации города Албанополь, где согласно источникам погиб Варфоломей, существуют разные версии.

## Девичья башня в культуре

Макет Девичьей башни в Культурном центре Гейдара Алиева

В 1923 году известный азербайджанский драматург Джафар Джабарлы написал поэму под названием «Девичья башня». В следующем году на экраны вышел первый советский фильм, снятый в Азербайджане, который основывался на сюжете легенды. Девичьей башне посвящён и первый азербайджанский балет, созданный Афрасиябом Бадалбейли в 1940 году. Символу города Баку посвящено и стихотворение Расула Рзы:
Веков кровавый свет в тебе

Года торжеств и бед в тебе

Неизгладимый след в тебе

Тех лет, Девичья башня.

Шепни, шепни, скажи, скажи

О гордости моей души,

Тебе внимаю я в тиши,

Девичья башня.

И ранних облаков полёт

Нетороплив, как мыслей ход,

Не ты ли родины оплот,

Девичья башня?

Шепни, шепни, скажи, скажи

Пусть люди слушают в тиши.

Наступит вечер у воды.

Года, века молчала ты,

Яви слова из темноты,

Девичья башня!

Пора, пора, шепни, скажи - 

Планета слушает в тиши.
Девичью башню можно встретить на картинах известных художников.

Девичья башня в картинах А. Боголюбова
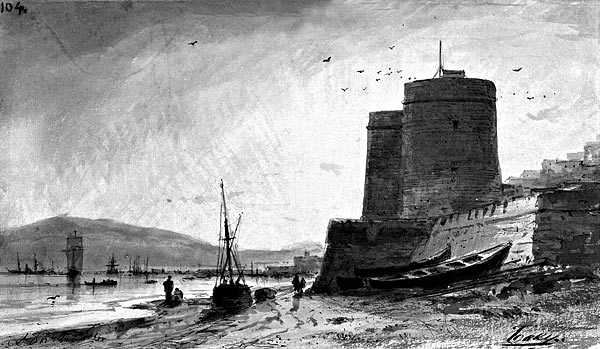
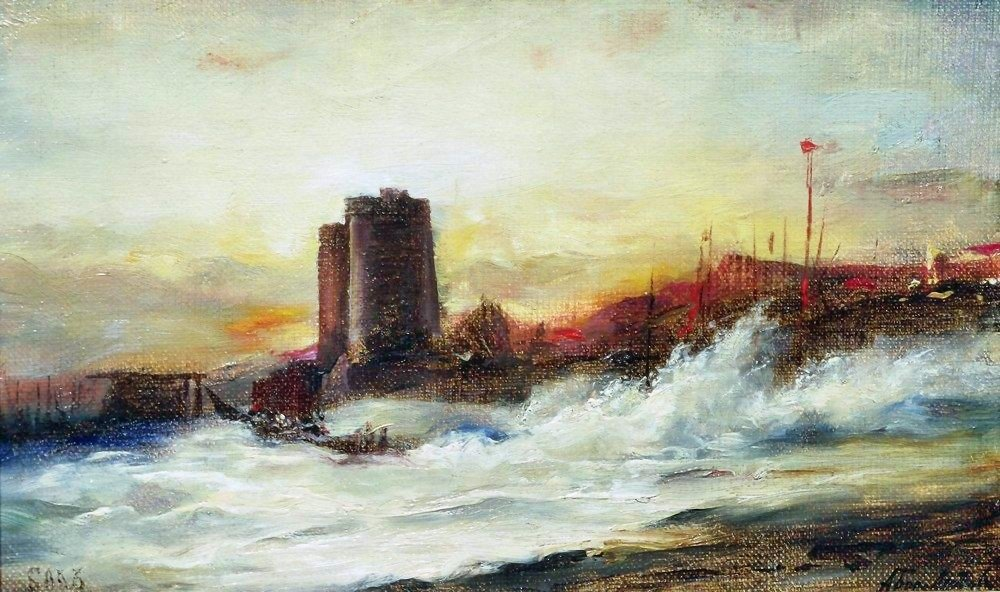
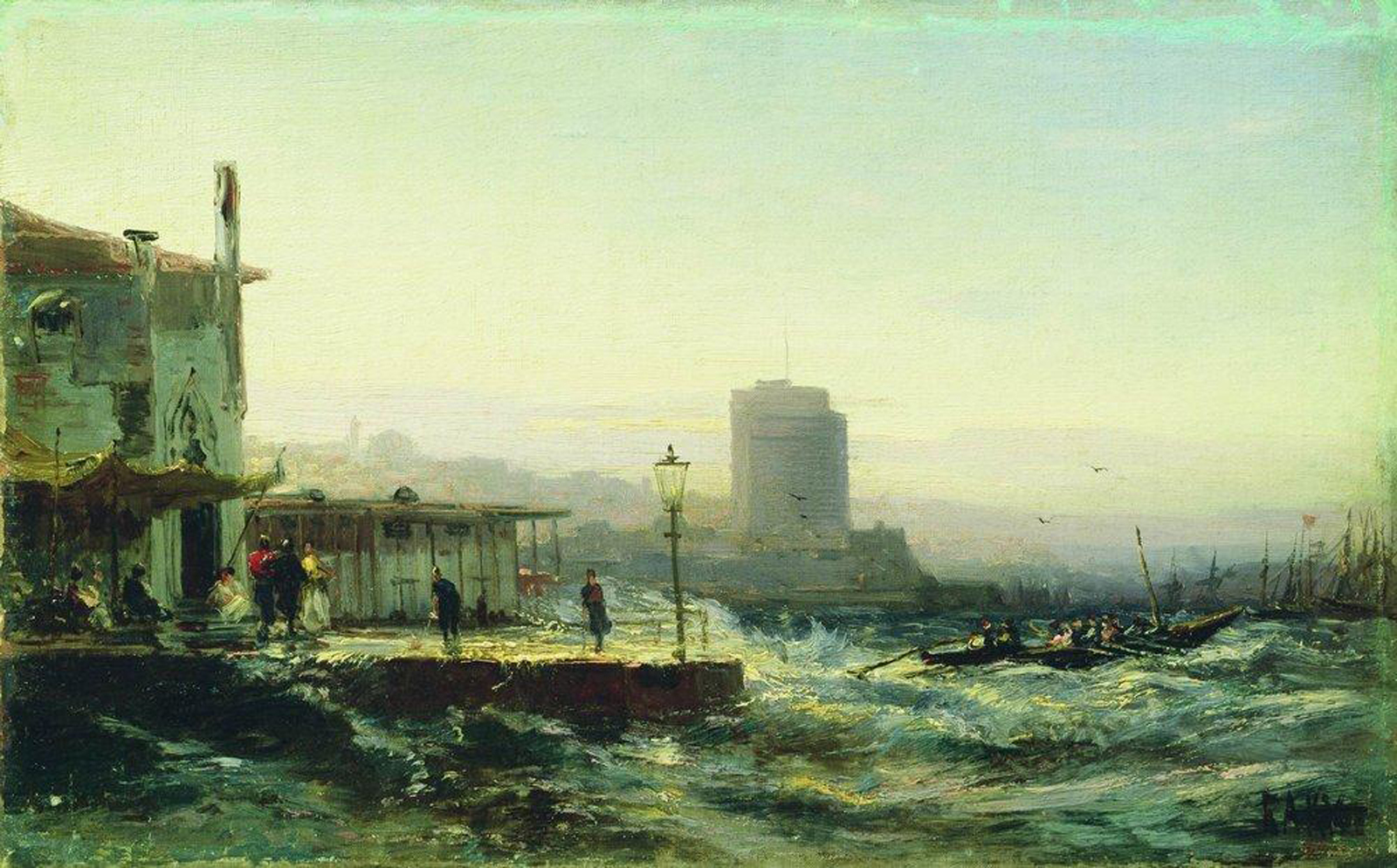
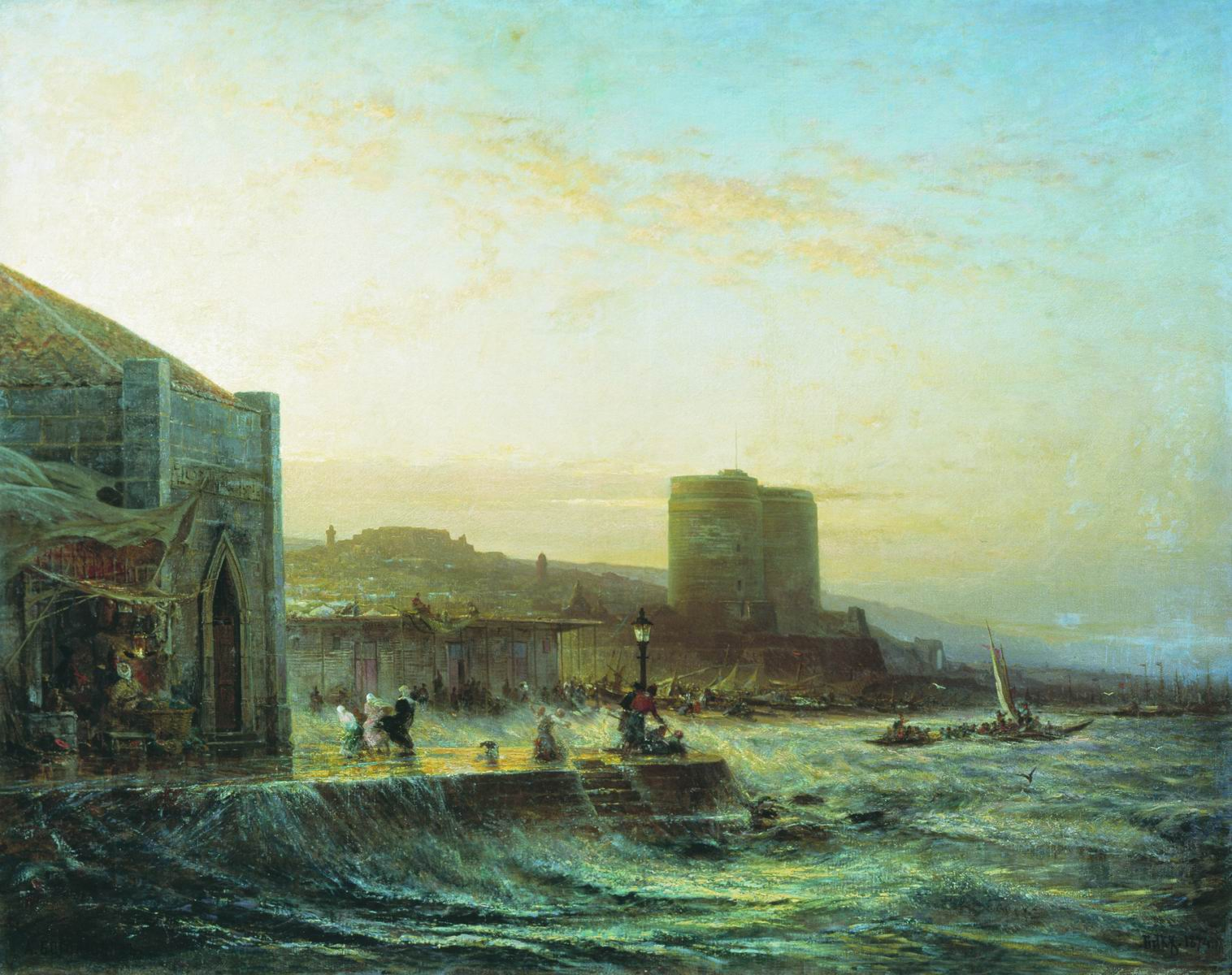

С 2010 года с целью популяризации Девичьей башни проводится международный фестиваль искусства «Девичья башня», в рамках которого художники из различных стран украшают макеты башни.

### Девичья башня на почтовых марках
Девичьей башне посвящены марки СССР и Азербайджана

Девичья башня на почтовых марках
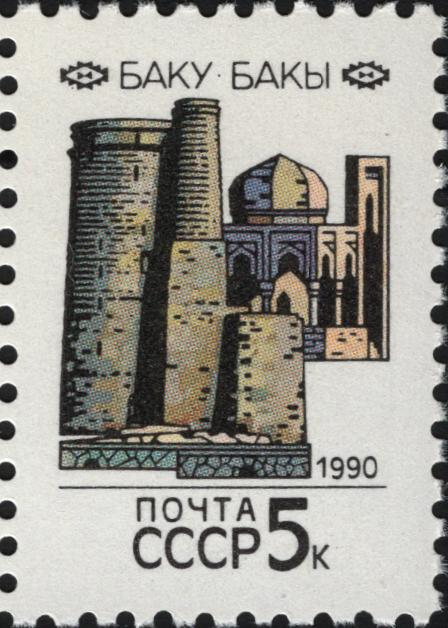
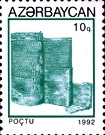
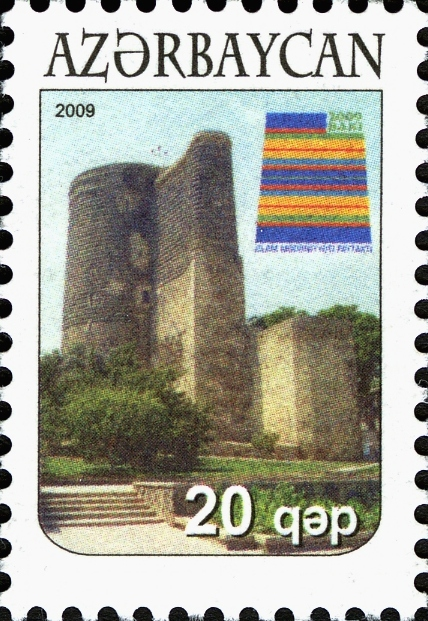
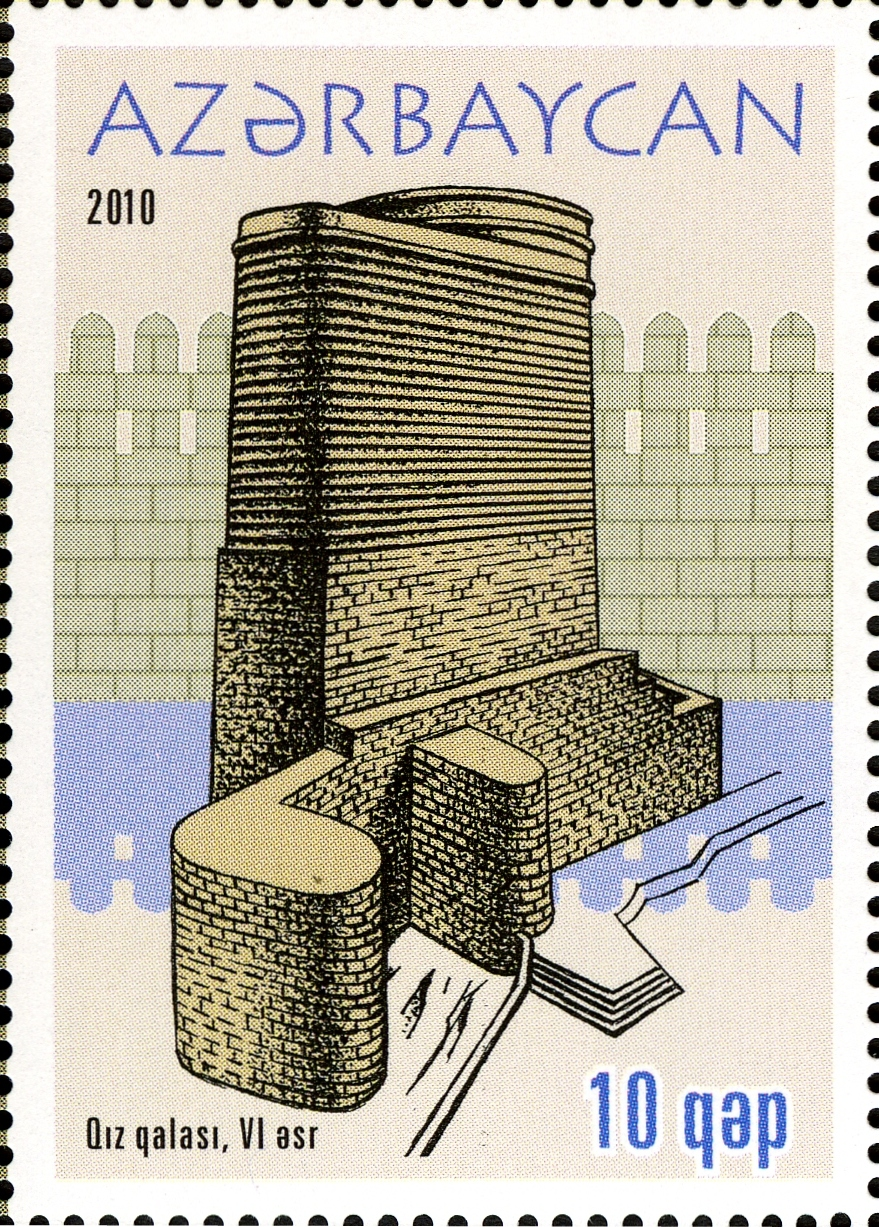